# Commodore REU

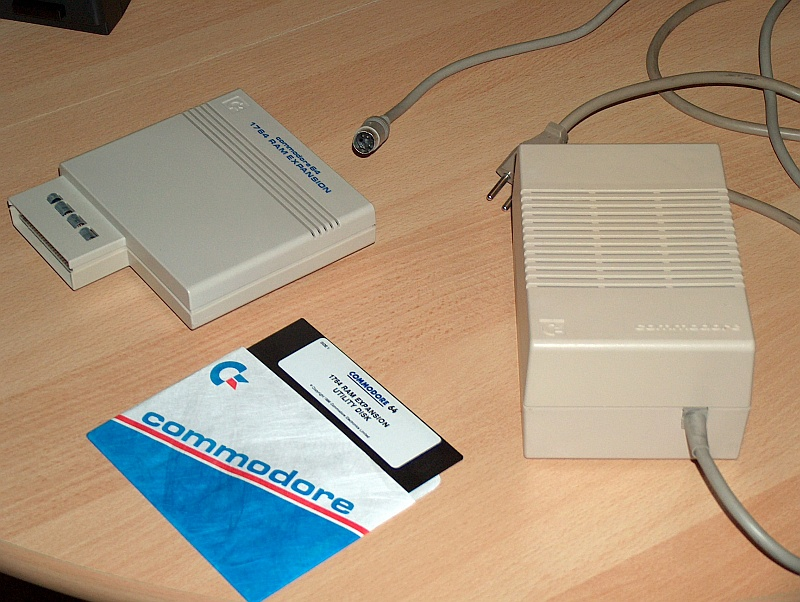
Commodore REU 1764 szett erősebb tápegységgel

A Commodore REU (röviden: REU, azaz "RAM Expansion Unit", magyarul: "Memóriabővítő egység") a Commodore International által kifejlesztett rendszermemória-bővítő cartridge család, melyet a Commodore 128, illetve a Commodore 64 modellekhez adtak ki 1985-ben.

## Működés és használat
A Commodore 64 (C64) számítógépmodellekben alkalmazott MOS Technology 6510, illetve a Commodore 128 (C128) részét képező MOS Technology 8502 mikroprocesszorok egyszerre összesen 64 KB rendszermemóriát képesek címezni. További memóriablokkok (ún. memóriabankok) átkapcsoló logikával érhetők csak el, úgy, hogy a kívánt 64K feletti memóriaterületet be kell másolni a beépített 64K rendszermemóriába. A bővítőportra csatlakoztatható REU felépítését tekintve mindössze egy logikai integrált áramkörből (memória-átkapcsoló IC) és magábol a memória chipből áll. A REU nem érhető el közvetlenül a processzor által, tartalmát át kell másolni a rendszermemóriába. Véletlen elérésű RAM, tehát a számítógép kikapcsolása után elfelejtődik a tartalma.
A 8-bites felépítésből adódóan memóriablokk-átkapcsolással összesen maximum 16 MB RAM érhető el, melyet a későbbiekben néhány gyártó ki is használt (lásd alábbi táblázatok). Közvetlen memóriahozzáférés (DMA) alkalmazása esetén jelentős adatátviteli sebességnövekedés érhető el. Legfőbb alkalmazása a GEOS operációs rendszer memóriaigényének kiszolgálása volt, de támogatta néhány hajlékonylemez másolóprogram is, mivel a plusz memória használatával megnövekedett a másolás sebessége. Utóbbi tulajdonásga miatt előszeretettel alkalmazták korabeli BBS üzemeltetők is.
Lelkes hozzáértő felhasználók már a REU 1985-ös megjelenése után publikáltak megoldásokat az alacsonyabb kapacitású modellek 512 KB-ra bővítésére. A későbbiekben további módosítások láttak napvilágot, így például 2 MB kapacitásra bővítés ún. "piggybacking" megoldással (a bővítésre szolgáló memóriachipek a korábbiak "hátára" kerülnek beforrasztásra). A nagyobb tömegű adatmozgatást segítő memóriakiterjesztő funkció mellett a háttértár jelleg felé történő elmozdulások voltak néhány gyártó gombelemmel megtáplált memóriameghajtó (ramdrive) megoldásai (konkrét példák az alábbi táblázatokban), melyek egy mai memóriakártyához hasonló adattároló funkciót biztosítottak. Rajongók ma is készítenek hasonló megoldásokat, melyek egyik példája a nyílt forráskódú, bárki által megépíthető "RAD Expansion Unit".

## Változatok

Commodore REU 1700/1750 teszt/demo

A Commodore hivatalosan a következő három modellváltozatot adta ki és forgalmazta a memóriabővítményből:
| Modell   | Kapacitás | Kompatibilitás (hivatalos) | Kompatibilitás (tényleges) | Kiadás éve |
| -------- | --------- | -------------------------- | -------------------------- | ---------- |
| 1700 REU | 128 KB    | C128                       | C64,C128                   | 1985       |
| 1764 REU | 256 KB    | C64                        | C64,C128                   | 1985       |
| 1750 REU | 512 KB    | C128                       | C64,C128                   | 1985       |

Egyéb gyártók hasonló memóriabővítői:
| Modell             | Kapacitás     | Gyártó                       | Kompatibilitás | Kiadás éve |
| ------------------ | ------------- | ---------------------------- | -------------- | ---------- |
| RAMDrive           | 512 KB + 2 MB | Creative Micro Designs       | C64,C128       | 1990       |
| RAMLink            | 1 + 16 MB     | Creative Micro Designs       | C64,C128       | 1990       |
| GeoRAM             | 512 KB        | Berkeley Softworks           | C64,C128       | 1990       |
| BBGRAM             | 1 + 2 MB      | Performance Peripherals Inc. | C64,C128       | 1990       |
| Super 1750 Clone   | 512 KB        | Chip Level Designs           | C64,C128       | 1991       |
| SuperCPU           | 16 MB         | Creative Micro Designs       | C64            | 1996       |
| 1750XL             | 2 MB          | Creative Micro Designs       | C64,C128       | 1997       |
| 1541 Ultimate      | 16 MB         | Gideon's Logic Architectures | C64,C128       | 2008       |
| Turbo Chameleon 64 | 16 + 4 MB     | Individual Computers         | C64            | 2013       |